# Chaetotrionymus murnpeowiensis
Chaetotrionymus murnpeowiensis är en insektsart som beskrevs av Williams 1985. Chaetotrionymus murnpeowiensis ingår i släktet Chaetotrionymus och familjen ullsköldlöss. Inga underarter finns listade i Catalogue of Life.